# Bryn Athyn
Bryn Athyn é um distrito localizado no estado norte-americano de Pensilvânia, no Condado de Montgomery.

## Demografia
Segundo o censo norte-americano de 2000, a sua população era de 1351 habitantes. 
Em 2006, foi estimada uma população de 1333, um decréscimo de 18 (-1.3%).

## Geografia
De acordo com o United States Census Bureau tem uma área de 
5,0 km², dos quais 5,0 km² cobertos por terra e 0,0 km² cobertos por água.

## Localidades na vizinhança

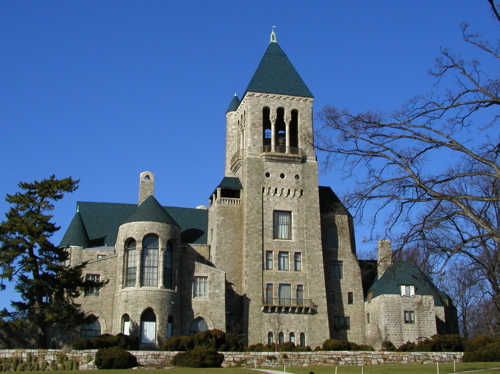
Glencairn Museum

O diagrama seguinte representa as localidades num raio de 8 km ao redor de Bryn Athyn. 